# ベレンガリア・デ・ポルトゥガル
ベレンガリア・デ・ポルトゥガル（ポルトガル語：Berengária de Portugal, デンマーク語：Berengária af Portugal, 1194年 - 1221年3月27日）は、デンマーク王ヴァルデマー2世の2度目の妃。ポルトガル王サンシュ1世と王妃ドゥルセの五女。ベレンガリアの名は、母方の祖父のバルセロナ伯ラモン・バランゲー4世に由来する。

## 生涯
ベレンガリアは、ヴァルデマー2世の妹インゲボルグ（フランス王フィリップ2世の2度目の妃）によりヴァルデマー2世に紹介された。当時、デンマークは西部国境を接する敵国との関係からフランドルとの友好同盟構築を急いでおり、1212年にベレンガリアの兄フェルナンドとフランドル伯・エノー伯の女子継承者ジャンヌ・ド・コンスタンティノープルが結婚していることから白羽の矢が立った（フィリップ2世の最初の王妃イザベルはジャンヌの叔母にあたることから、フランスとの友好関係強化にもなった）。ヴァルデマー2世は最初の妃ダグマール（ボヘミア王オタカル1世の娘）を亡くしたばかりだった。
ダグマールは現在でも多くの詩歌が伝承されているほど親しまれた王妃で、ブロンドの髪をした北方出身特有の容姿であったことが知られている。対照的にベレンガリアは、黒い瞳と漆黒の髪を持つ美女であったと伝えられている。デンマーク人は新しい美しい王妃の民謡をつくり、ヴァルデマー2世が国民に高い税金を課した責任は彼女にあると非難した（税金はヴァルデマー2世の戦費のためであり、王妃のためのものではなかった）。国民は心優しい前王妃ダグマールの死を嘆き続け、ポルトガルからきたベレンガリアが受け入れられるのはたやすいものではなかった。
1219年、ヴァルデマー2世はエストニア遠征において勝利をおさめ、この時に初めて、現在も使用されているデンマーク国旗が掲げられたという。
1221年、ベレンガリアは子供を死産し死去した（ペストによる病死との説もある）。リングステズ（デンマーク・シェラン島の町）にある聖ベント教会に葬られた。

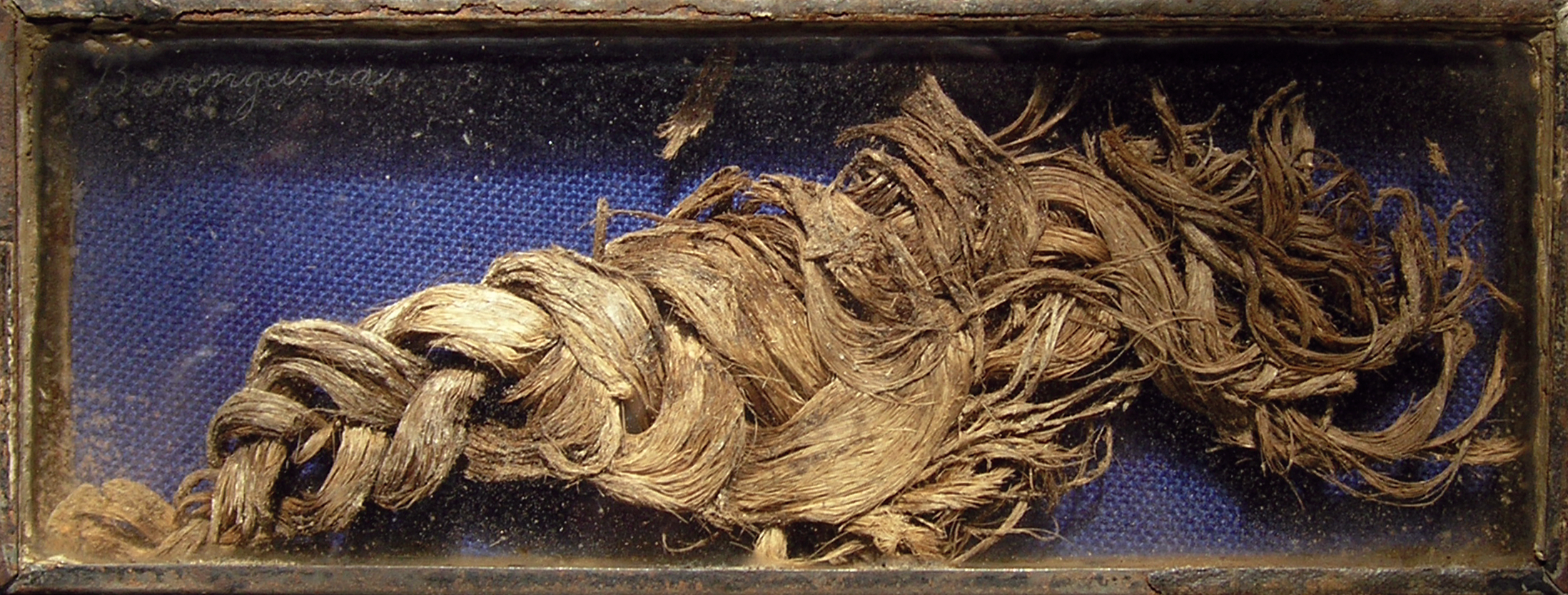
聖ベント教会の埋葬場所より発見された王妃の髪

## 子女
- エーリク4世（1216年 - 1250年） - デンマーク王
- ソフィア（1217年 - 1247年） - ブランデンブルク辺境伯ヨハン1世妃
- アーベル（1218年 - 1252年） - デンマーク王
- クリストファ1世（1219年 - 1259年） - デンマーク王